# Ofoten tingrett
Ofoten tingrett is een tingrett (kantongerecht) in de Noorse fylke Nordland. Het gerecht is gevestigd in Narvik. Het gerechtsgebied omvat het district Ofoten, het noordelijkste deel van de provincie, oftewel de gemeenten Evenes, Hamarøy, Lødingen, Narvik en Tjeldsund. Het gerecht maakt deel uit van het ressort van Hålogaland lagmannsrett. In zaken waarbij beroep is ingesteld tegen een uitspraak van Ofoten zal de zitting van het lagmannsrett worden gehouden in Bodø.